# Authieux-Ratiéville

Authieux-Ratiéville este o comună în departamentul Seine-Maritime, Franța. În 1 ianuarie 2022 avea o populație de 405 de locuitori.